# سانتا کروز دل کیچه
سانتا کروز دل کیچه (به اسپانیایی: Santa Cruz del Quiché) منطقه ای مسکونی در گواتمالا بوده که در Quiché Department واقع شده‌است. سانتا کروز دل کیچه ۳۱۱ کیلومتر مربع مساحت و ۶۲٬۳۶۹ نفر جمعیت دارد و ۲٬۰۲۱ متر بالاتر از سطح دریا واقع شده‌است.